# 사아로아족

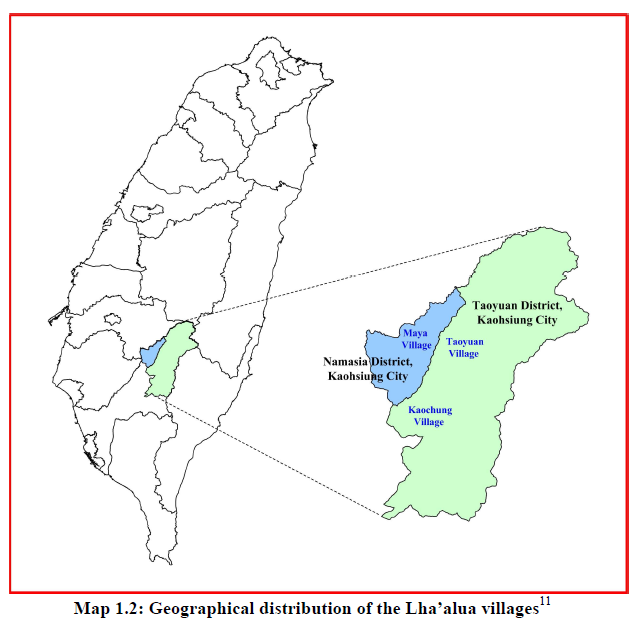
사아로아족 마을들의 위치

사아로아족(Saaroa, 사아로아어: Hla'alua, 중국어: 拉阿魯哇族 라아루와족[*])은 대만 남부의 내륙 지방에 거주하는 대만 원주민 집단이다. 가오슝시 타오위안구와 나마샤구의 총 3개 마을에 거주한다. 본래 초우족(쩌우족)의 일파로 여겨졌으나 2014년에 15번째로 공인된 대만 원주민족이 되었다. 2018년 기준 인구는 401명이다.

## 같이 보기
- 사아로아어
- 대만 원주민